# Ябалаково
Ябала́ково (рос. Ябалаково, башк. Ябалаҡ) — село у складі Ілішевського району Башкортостану, Росія. Адміністративний центр Ябалаковської сільської ради.
Населення — 359 осіб (2010; 384 у 2002).
Національний склад:
- башкири — 88 %